# Tirranna (Schiff, 1938)
Die Tirranna war ein in Danzig gebautes Frachtmotorschiff der norwegischen Reederei Wilhelmsen. 
Sie wurde am 10. Juni 1940 vom deutschen Hilfskreuzer Atlantis im Indischen Ozean aufgebracht. Der Hilfskreuzer entsandte sie mit der Mehrzahl seiner Gefangenen am 5. August 1940 nach Frankreich.
Am 22. September 1940 wurde sie kurz vor der Gironde vom britischen Unterseeboot Tuna versenkt. Von den 292 Personen an Bord starben 87, darunter ein Mitglied der deutschen Prisenbesatzung.

## Baugeschichte
Die Tirranna war ein schneller Linienfrachter der norwegischen Großreederei Wilh. Wilhelmsen in Tønsberg. Sie war unter der Baunummer 1396 bei der Danziger Werft der Schichau-Werke gebaut worden, wo sie am 11. Dezember 1937 vom Stapel lief. Die Reederei Wilhelmsen hatte seit 1922 zwanzig Motorfrachter in Deutschland bauen lassen. Als die Tirranna am 10. März 1938 abgeliefert wurde, verfügte die Reederei über eine Flotte von 49 Frachtern, von denen nur noch sechs Dampfschiffe waren, sowie zwei ältere dampfgetriebene Tanker. Schichau hatte 1936 mit der sehr ähnlichen Tarifa  erstmals ein Schiff für die norwegische Reederei gebaut, der 1937 die kleinere Tatra gefolgt war.
Die Tirranna wurde mit 7230 BRT und 4410 NRT vermessen und hatte eine Tragfähigkeit von 10.850 t. Angetrieben wurde sie von zwei bei Schichau gebauten Zweitakt-Sulzer-Dieselmotoren, die zusammen auf zwei Schrauben 10.600 PS leisteten und dem Schiff eine mögliche Dienstgeschwindigkeit von 16,25 Knoten gaben. Wie fast alle Wilhelmsen-Schiffe hatte sie die Möglichkeit, bis zu zwölf Passagiere mitzunehmen. Das Schiff verfügte auch über einen großen Kühlfrachtraum.
Schichau baute von diesem Typ fünf sehr ähnliche Schiffe. Neben Tarifa und der Tirranna wurde mit der Tamaris noch im September 1939 ein drittes Schiff an die Reederei Wilhelmsen geliefert. Zwei weitere Schiffe gingen mit der Abbekerk und der Arendskerk vor Kriegsbeginn an die niederländische Reederei Vereenigde Nederlandsche Scheepvaart Maatschappij (VNS).

## Kriegsschicksal
Im Februar 1940 verließ die Tirranna Oslo unter Kapitän Edvard Hauff Gundersen zu ihrer letzten Reise durch das Mittelmeer und über Aden nach Japan. Ab 7. April lag sie vor Hakodate, als ihr Heimatland durch den Überfall der Deutschen Kriegsteilnehmer wurde. Das Schiff lief dann nach Australien und übernahm eine Fracht zur Versorgung australischer Truppen im Mittleren Osten. Vor ihrer Abfahrt aus Melbourne am 30. Mai 1940 wurde noch ein 12-cm-Geschütz am Heck aufgestellt und fünf Mann in die Bedienung eingewiesen. Mit einer Ladung aus 3.000 t Weizen, 27.000 Sack Mehl, 6.000 Ballen Wolle und 178 Militärkraftwagen an Bord, dazu größere Mengen Bier, Tabak, Dosenpfirsiche und Marmelade für die australischen Truppen, lief die Tirranna mit neun norwegischen Passagieren aus Melbourne nach Mombasa aus.

### Zusammentreffen mit derAtlantis
Am 10. Juni 1940, als die letzten norwegischen Truppen in der Heimat kapitulierten, entdeckte die Atlantis die Tirranna südöstlich von Mauritius. Der deutsche Hilfskreuzer näherte sich als angebliche niederländische Abbekerk  bis auf 5400 Meter und gab dann einen Schuss ab, um die Tirranna zu stoppen. Deren Kapitän befahl sofort höchste Fahrt und versuchte mit 17 kn zu entkommen. Das Heckgeschütz wurde bemannt und der Funker gab Notsignale.

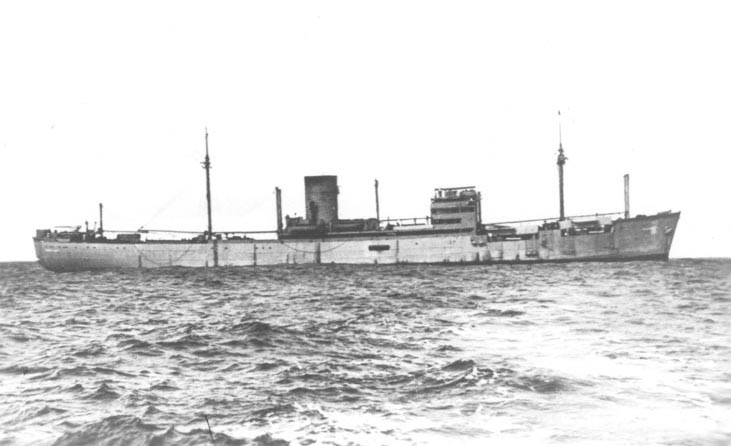
Die Atlantis

Nach dreieinhalb Stunden gab der norwegische Kapitän die Flucht auf und stoppte auf der Position 22° 40′ 0″ S, 69° 20′ 0″ O, obwohl er Treffer durch seinen Zickzackkurs lange verhindert und den Abstand auf 8200 Meter vergrößert hatte. Die verfolgende Atlantis hatte 150 Schuss abgegeben, von denen die meisten nicht getroffen hatten. Aber ein direkter Treffer hatte die fünf ausgebildeten Kanoniere des norwegischen Schiffes getötet und das Geschützfeuer der Atlantis wurde präziser. Von den 44 Personen an Bord der Tirranna waren fünf tot und sechs schwerverletzt. Ein Prisenkommando der Atlantis enterte die Tirranna. Die Verwundeten wurde auf den Hilfskreuzer geschafft, wo sie gut versorgt wurden. Einer starb dennoch am folgenden Tag.
Wegen ihrer wertvollen Ladung und um sich von Gefangenen zu befreien, entschied sich der Kommandant der Atlantis, Bernhard Rogge, das Schiff nach Frankreich zu schicken. Allerdings hatte die Tirranna nur geringe Treibstoffvorräte. Die Prise wurde daher weiter südlich abseits der normalen Schifffahrtswege geschickt und Rogge hoffte, einen Tanker aufbringen zu können, aus dem sich beide Schiffe versorgen könnten. Die Schäden der Beschießung sollten bis zum Anfang August geplanten Treffen beseitigt werden.
Die Atlantis, die sich als Wilhelmsen-Frachter Tarifa tarnte, hatte allerdings nicht den erwarteten Erfolg. Erst am 11. Juli versenkte sie den Frachter City of Bagdad und am 13. den Frachter Kemmendine, der wegen seiner größeren Passagiereinrichtung auch als Gefangenentransporter geeignet war, aber bei der Aufbringung in Brand geschossen wurde. Als sie am 29. Juli wieder mit der Tirranna zusammentraf, hatte sie über 300 Gefangene. Der Kommandant Rogge entschloss sich, von seinem Treibstoffvorrat Öl an die Tirranna abzugeben, um sich von den Gefangenen weitgehend zu befreien, zumal die Kemmendine auch 35 Passagiere, darunter 5 Frauen und zwei Kinder, an Bord gehabt hatte.
Als die beiden Schiffe mit Booten noch Vorräte tauschten und die Gefangenen transferierten, lief am 2. August das ebenfalls in Deutschland gebaute Wilhelmsen-Motorschiff Talleyrand auf sie zu, das die still liegenden Schiffe und die verkehrenden Boote früher entdeckt hatte. Man hatte dort die zur Reederei gehörende Tirranna eindeutig identifiziert, vermutete ein Antriebsproblem und wollte Hilfe leisten. Der Atlantis gelang es noch rechtzeitig, bedingt gefechtsbereit zu werden und das herannahende Schiff aufzubringen. Die Talleyrand hatte eine ähnliche Ladung wie die Tirranna, aber auch nicht genügend Treibstoff, um Europa zu erreichen. Allerdings reichte dieser, um auf der Atlantis die Abgaben an die Tirranna weitgehend auszugleichen. Ihre Besatzung und ihre Munitionsvorräte wurden von der Tirranna übernommen und die Talleyrand dann versenkt. 274 der 365 Gefangenen der Atlantis wurden auf der Tirranna untergebracht und nach Frankreich geschickt.
Die Hilfskreuzer Orion, Widder und Thor hatten auch schon Prisen nach Frankreich geschickt. Als erste Hilfskreuzerprise hatte der Tanker Krossfonn, der später als Versorgungstanker Spichern zum Einsatz kam, am 7. Juli 1940 Lorient erreicht.

### Rückreise nach Europa
Am 4. August 1940 hatte die Tirranna 274 Gefangene von der Atlantis an Bord und am folgenden Tag trennten sich die beiden Schiffe. 18 Mann sollten die Prise mit den Gefangenen an Bord nach Südfrankreich bringen. Unter den Leutnants Waldmann und Mundt, lief das Schiff durch den Indischen Ozean, um das Kap der Guten Hoffnung und durch den Atlantik bis in die Biskaya ohne größere Schwierigkeiten für die kleine Prisenbesatzung. Lediglich die Kommunikation mit der Einsatzleitung in Berlin funktionierte nicht.
Am Abend des 22. September 1940 näherte sich die Tirranna der Gironde und bat um einen Lotsen. Die örtlichen Befehlsstellen befahlen, mit dem Einlaufen bis zum Morgen des folgenden Tages, gesichert durch Minensuchboote, zu warten. Kurz nach Mittag des 23. wartete die Prise noch immer auf der Position 45° 19′ 0″ N, 1° 20′ 0″ W, als sie von drei Torpedos des britischen Unterseeboots HMS Tuna unter Kapitänleutnant Cavenagh-Mainwaring getroffen wurde. Die Tirranna sank binnen weniger Minuten. Die Überlebenden wurden zum Teil erst nach vier Stunden von deutschen Sicherungskräften gerettet. 87 der Schiffbrüchigen konnten nicht gerettet werden. 71 Inder, neun Briten und sechs Norweger starben, darunter die Stewardess der Talleyrand und drei Mann der ursprünglichen Besatzung der Tirranna. Nur ein Unteroffizier der deutschen Prisenbesatzung war unter den Opfern.
Die 70 norwegischen Überlebenden wurden in Royan interniert und kehrten am 17. Dezember 1940 nach Oslo zurück.